# Incidente UFO di Manises
L'incidente UFO di Manises è un avvistamento di UFO avvenuto in Spagna nel 1979 che ha coinvolto un aereo di linea, costringendolo a effettuare per precauzione un atterraggio di emergenza all'aeroporto di Valencia, presso Manises. È considerato il più famoso caso di avvistamento di UFO verificatosi in Spagna.

## Descrizione degli avvenimenti
L'11 novembre 1979 un aereo di linea Supercaravelle della compagnia TAE decollato da Salisburgo con 109 passeggeri a bordo stava percorrendo la rotta verso Las Palmas dopo uno scalo tecnico all'isola di Maiorca.
Intorno alle ore 23:00 il comandante Francisco Javier Lerdo de Tejada e il suo equipaggio notarono alcune luci rosse che si avvicinavano rapidamente all'aereo; le luci erano in rotta di collisione e ciò allarmò l'equipaggio. Il comandante richiese informazioni via radio, ma né il centro civile di controllo di volo di Barcellona né il radar militare di Torrejón de Ardoz vicino a Madrid furono in grado di fornire spiegazioni. Per evitare una possibile collisione, il comandante cambiò altitudine. Le luci seguirono la rotta dell'aereo e si avvicinarono a circa mezzo chilometro dal velivolo. Ritenendo che le luci appartenessero a un oggetto che stava violando tutte le regole elementari di sicurezza e che una manovra evasiva fosse impossibile, il comandante decise di allontanarsi e di fare, per precauzione, un atterraggio di emergenza all'aeroporto di Manises, dove arrivò alle 23:45.
L'equipaggio riferì che le luci abbandonarono l'inseguimento poco prima che l'aereo atterrasse. Le luci furono viste da parecchi testimoni e un UFO passò anche molto vicino alla pista dell'aeroporto, tanto che il personale di terra accese le luci di emergenza ipotizzando che l'oggetto potesse essere un aereo non registrato che si trovava in difficoltà.
In seguito alla mancanza di risposta a tutti i tentativi di comunicazione da parte della torre di controllo, fu allertata l'Aeronautica Militare e un Mirage F-1 decollò dalla base aerea di Llanos (vicino ad Albacete) per identificare il fenomeno. Il pilota, il capitano Fernando Cámara, dovette aumentare la velocità fino a mach 1,4 per stabilire un contatto visivo con l'oggetto, che a quanto riferì il pilota aveva la forma di un tronco di cono e mostrava una luce cangiante di colore chiaro; nonostante lo sforzo iniziale, l'oggetto sparì rapidamente dalla vista. Il pilota fu informato da terra che un'eco radar indicava che un altro oggetto sconosciuto si trovava vicino a Sagunto (Valencia). Quando il pilota fu abbastanza vicino, l'oggetto accelerò e sparì di nuovo. Questa volta l'UFO sembrò avere un atteggiamento ostile e il pilota cercò di lanciare un missile, ma il sistema elettronico si bloccò. Dopo un terzo tentativo di inseguimento, l'UFO sparì velocemente puntando verso le coste dell'Africa. Dopo circa un'ora e mezzo di inseguimento e in seguito alla scarsità di carburante, il pilota fu costretto a rientrare alla base senza risultati e atterrò alle 2:07.

## Possibili spiegazioni
La risonanza pubblica dell'incidente fu tale che raggiunse il Parlamento spagnolo. Nel settembre 1980 il deputato Enrique Múgica presentò una richiesta ufficiale di spiegazioni, ma l'incidente fu attribuito a una serie di illusioni ottiche e l'avvistamento fu archiviato.
Il rapporto ufficiale dell'incidente, che fu reso pubblico nell'agosto 1994, stabilì che il comandante del Supercaravelle, il personale di terra dell'aeroporto di Manises e il pilota del Mirage potrebbero avere visto "luci emesse da una distante industria chimica e alcune stelle e pianeti".
Il rapporto ufficiale non spiega i problemi che il Mirage ha avuto con l'apparato elettronico, così alcuni scettici della Fundación Anomalia hanno cercato di dare una spiegazione più completa. L'aereo civile avrebbe visto le luci di una raffineria vicino a Cartagena, il Mirage quelle di una raffineria in Algeria; ciò sarebbe stato possibile per le particolari condizioni meteorologiche di quella notte, in cui si sarebbe creata una zona di inversione termica che avrebbe causato miraggi e falsi echi radar. Le stesse condizioni meteorologiche avrebbero provocato un insolito scintillio di alcune stelle e pianeti luminosi, traendo in inganno il personale di terra dell'aeroporto, che sarebbe stato vittima di suggestioni psicologiche venutesi a creare in seguito all'atterraggio di emergenza. I disturbi dell'apparato elettronico del Mirage sarebbero stati provocati da navi della Sesta Flotta statunitense che si trovavano nella zona e avrebbero sperimentato apparati per la guerra elettronica.
La spiegazione del rapporto ufficiale e degli scettici non ha convinto gli ufologi, che hanno obiettato che il comandante di un aereo civile e un pilota dell'Aeronautica Militare dovrebbero essere abbastanza preparati da potere distinguere una luce che ha origine dal suolo da un'altra che si muove in cielo con velocità simile a quella di un aereo. Inoltre il pilota del Mirage ha obiettato che la Sesta Flotta era troppo lontana per potere causare disturbi agli apparati elettronici del suo aereo.